# Tragia rogersii
Tragia rogersii är en törelväxtart som beskrevs av David Prain. Tragia rogersii ingår i släktet Tragia och familjen törelväxter. Inga underarter finns listade i Catalogue of Life.